# Inhibición no competitiva
La inhibición no competitiva es un tipo de inhibición que reduce la tasa máxima de una reacción química (Vmax) sin cambiar la afinidad aparente de unión del catalizador por el sustrato (KmApp en el caso de una enzima de inhibición, véase cinética de Michaelis-Menten). Un inhibidor no competitivo se une siempre a un sitio alostérico de la enzima; sin embargo, no todos los inhibidores alostéricos actúan como inhibidores no competitivos.
La inhibición no competitiva normalmente se aplica a enzimas y difiere de la inhibición competitiva en que el inhibidor siempre se une a la enzima en un sitio diferente al centro activo de la enzima (este otro sitio se denomina sitio alostérico). Esto afecta a la tasa de la reacción catalizada por la enzima ya que la presencia del inhibidor produce un cambio en la estructura y la forma de la enzima. Este cambio en la forma implica que la enzima deja de ser capaz de unirse correctamente al sustrato. Esto reduce la concentración de enzima "activa", lo que provoca una disminución de la Vmax. En este tipo de inhibición, no hay competición entre el inhibidor y el sustrato, así que incrementar la concentración del sustrato no produce un aumento de la tasa de actividad enzimática.
Cabe mencionar que aunque la inhibición no competitiva generalmente implica que el inhibidor no se une al sitio activo de la enzima, lo inverso no es cierto: la inhibición competitiva puede deberse a una competición por el sitio activo, o por inhibición competitiva alostérica.